# Elmar Mock
Elmar Mock (La Chaux-de-Fonds, Suiza, 2 de febrero de 1954) es un ingeniero relojero suizo, especialista en polímeros, es un creador industrial y un inventor en serie, conocido por su intervención en el diseño del reloj Swatch.

## Semblanza
Mock nació en 1954 en la localidad suiza de La Chaux-de-Fonds (uno de las principales localizaciones de la industria relojera del país helvético). Su padre era de nacionalidad austriaca, y su madre era suiza.

### Estudios
Ingeniero de microtecnología, se graduó en la École Technique Supérieure de Bienne en 1976, y fue contratado por la  manufactura relojera ETA. Cursó un año de formación sobre materiales sintéticos en Aargau financiado por su empleador, con la condición de volver a trabajar durante dos años en la empresa.

### Inventor
Elmar Mock, junto con Jacques Müller y bajo la dirección de Ernst Thomke, es el co-inventor del reloj Swatch, que al principio de la década de 1980 revolucionó la industria relojera suiza, que se hallaba en crisis ante la competencia de los relojes de cuarzo japoneses baratos y fiables. Tuvieron la idea de comprar una máquina de soldar plástico para entender esta tecnología, con el objetivo es realizar un prototipo a base de materiales plásticos, elaborando un producto que no se pudiera desmontar ni reparar. Los relojes clásicos requerían entonces 91 piezas, pero el Swatch solo tenía 51 piezas, lo que contribuyó a reducir sus costes de producción. El movimiento estaba injertado en la caja, el brazalete era de poliuretano. Todo el conjunto estaba ensamblado en un solo bloque, y la técnica de soldadura por ultrasonidos introducida por Elmar Mock permitía fijar a la caja  el vidrio del reloj (fabricado con plexiglás) y hacerlo resistente e impermeable, pero también imposible de reparar en caso de rotura. El primer año se vendieron 500 000 unidades del reloj por un precio de entre 39,90 y 40,90 francos suizos y un coste de producción de 5 francos suizos. En 2018, se habían vendido más de 700 millones de relojes Swatch en todo el mundo.
Posteriormente trabajó en el reloj Rockwatch de la marca Tissot, que tiene la particularidad de que su esfera está realizada íntegramente en granito alpino. Debido a este material, cada reloj es un ejemplar único.
Dejó la relojería, y en 1986 fundó su propia empresa de ingeniería de innovación, creatividad y desarrollo de productos en la localidad suiza de Biena, llamada Createc, que más tarde se convertiría en Creaholic. En 2018, la empresa empleaba a 55 personas tras asociarse al 5% con Swissom y trabajaba para firmas como IKEA, Leica, Lufthansa o BMW.
Es coinventor de más de 180 familias de patentes en los campos de la relojería, el automóvil, la alimentación y los productos farmacéuticos. y la base de 750 proyectos y 8 empresas emergentes. Se le considera el veterano de la innovación suiza
En 2009 pasó a formar parte del Foro de las 100 personalidades de la Romandía, elaborado cada año por la revista mensual l'Hebdo. El vídeo de su intervención sobre la creatividad disruptiva está disponible en el sitio web del Forum des 100.
En 2017, fue finalista del Premio al Inventor Europeo en la categoría "Trayectoria", otorgado por la Oficina Europea de Patentes. Según Benoît Battistelli, el expresidente de la oficina, Elmar Mock siempre se atrevió a desafiar el status quo. En 2019, pasó a formar parte del jurado de expertos de la oficina que evalúa las propuestas para este premio.
También participa activamente en seis nuevas empresas, en particular en Gjosa, una empresa activa en el campo del ahorro de agua.

## Reconocimientos
- 2009, Foro de los 100, Lausana
- 2010, Premio Gaïa en la categoría de creación artesanal[23] con Jacques Müller por la invención del Swatch[24]
- 2014, Premio FNEG de Ensayo Científico, Marsella
- Finalista 2017 del Premio al Inventor Europeo

## Documental
- Elmar Mock. Ingeniero, "inventor en serie". La leyenda Swatch. 2024 Planos fijos[25][26]